# أم غريب الصغري (ويس)
أم غریب الصغری (بالفارسية: ام‌الغریب کوچک) هي منطقة سكنية تقع في إيران في قسم ويس الريفي. يقدر عدد سكانها بـ 30 نسمة .